# اگیدیوس براون
اگیدیوس براون (زادهٔ ۲۷ فوریه ۱۹۲۵ – درگذشتهٔ ۱۶ مارس ۲۰۲۲) از سال ۱۹۹۲ تا ۲۰۰۱، چهارمین رئیس فدراسیون فوتبال آلمان یا DFB (آلمانی: Deutscher Fußball-Bund) بود. او بعدها به ریاست افتخاری این فدراسیون منصوب شد. براون «بنیاد دی‌اف‌بی اگیدیوس براون» را برای حمایت از نوجوانان و جوانان تأسیس کرد. علاوه بر این، «جایزه اگیدیوس-براون» که به نام او ثبت شده‌است، توسط WDR اعطا می‌شود. وی در سال ۱۹۸۵ موفق به دریافت جایزه نشان افتخار شایستگی جمهوری فدرال آلمان شد.
در طول جام جهانی ۱۹۸۶ در مکزیک، براون به همراه تعدادی از بازیکنان، بنیاد اگیدیوس براون را تأسیس کرد.

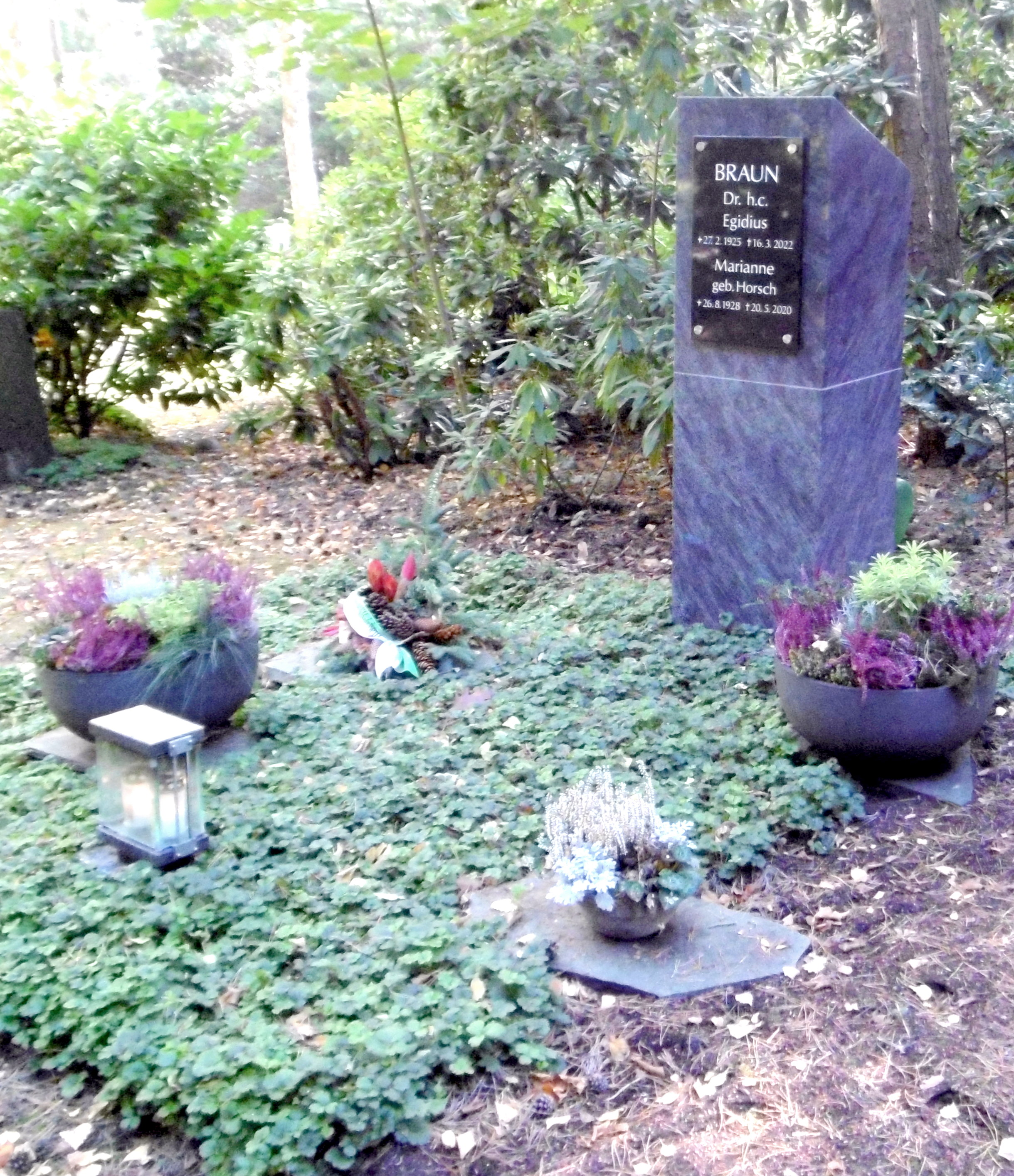
نمایی از آرامگاه و سنگ‌مزار اگیدیوس براون - ۲۰۲۲